# Мактавиш, Гордон
Го́рдон Блейн Макта́виш (англ. Gordon Blaine McTavish; 1925 — 21 февраля 2019) — канадский кёрлингист и судья.
В составе мужской сборной Канады участник и серебряный призёр чемпионата мира 1965.
В отличие от партнёров по команде на чемпионате мира, он не был чемпионом Канады среди мужчин в 1965, в команде Канады заменил на позиции второго Рона Браунштейна (который не смог принять участие только в чемпионате мира, потому что как студент-медик в это время должен был сдавать экзамены).
Играл на позиции второго.

## Достижения
- Чемпионат мира по кёрлингу среди мужчин: серебро (1965).

## Команды
| Сезон   | Четвёртый        | Третий    | Второй          | Первый       | Турниры |
| ------- | ---------------- | --------- | --------------- | ------------ | ------- |
| 1964—65 | Терри Браунштейн | Дон Дугид | Гордон Мактавиш | Рэй Тернбулл | ЧМ 1965 |

(скипы выделены полужирным шрифтом)

## Частная жизнь
Окончил факультет права Манитобского университета. Работал судьёй в провинции Манитоба, в том числе в провинциальной судебной палате (англ. Provincial Court of Manitoba) в 1971—1999.
Был женат, двое детей.